# Echinopyrrhosia pictipennis
Echinopyrrhosia pictipennis är en tvåvingeart som beskrevs av Charles Howard Curran 1941. Echinopyrrhosia pictipennis ingår i släktet Echinopyrrhosia och familjen parasitflugor.
Artens utbredningsområde är Ecuador. Inga underarter finns listade i Catalogue of Life.